# فی² طاووس
فی² طاووس یک ستاره است که در صورت فلکی طاووس قرار دارد.